# Nostalgie

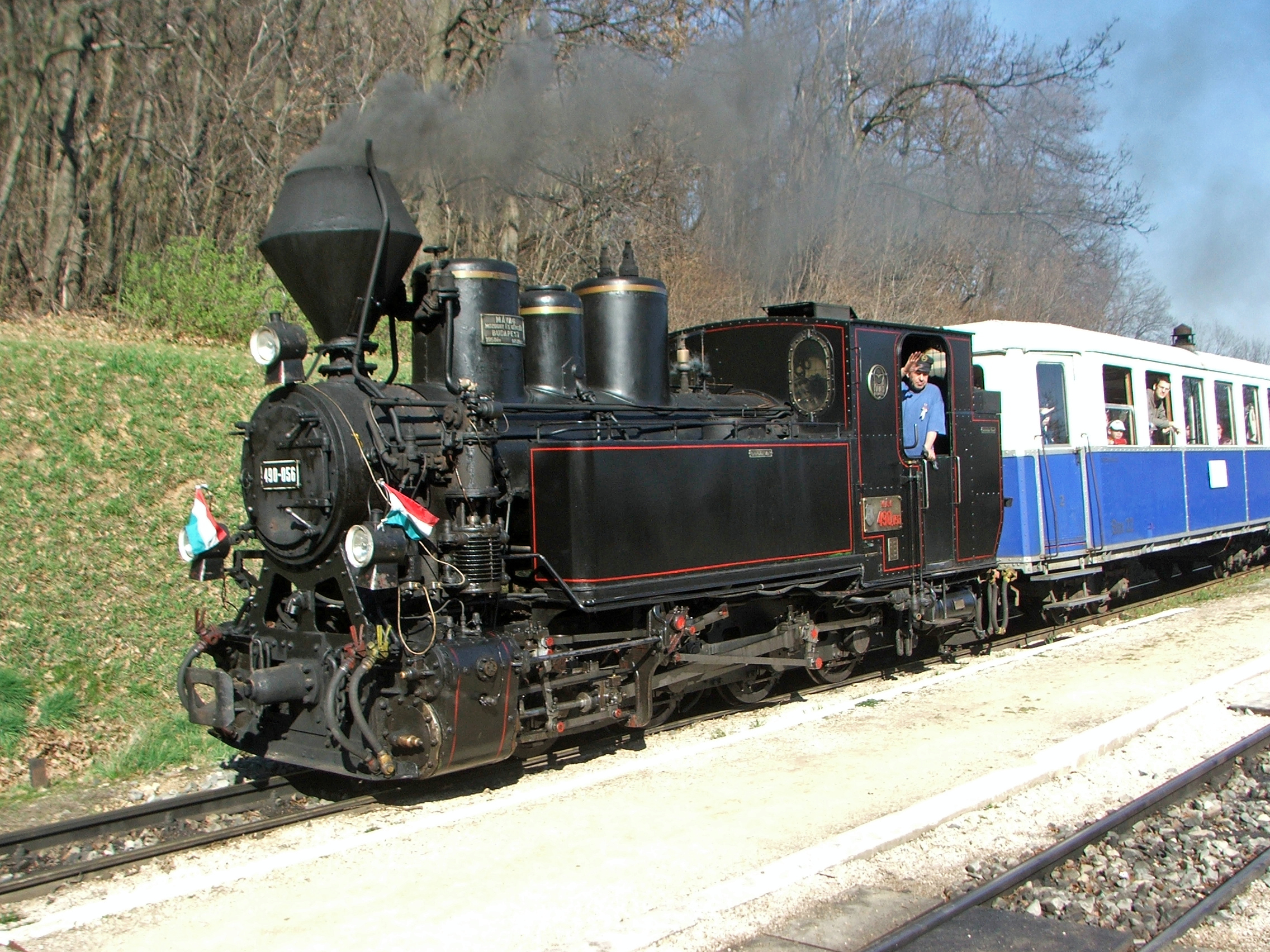
Nostalgie: dětská železnice v Budapešti

Nostalgie (z řec. nostos, stesk po domově, a algos, bolest) je původně chorobný stesk po domově, v současnosti obvykle stesk po něčem minulém, zašlém, ztraceném.
| „                | When people talk about the good old days, I say to people, 'It's not the days that are old, it's you that's old.' I hate the good old days. What is important is that today is good. | Když lidé mluví o starých dobrých časech, říkám lidem: ‚Není to stará doba, to ty jsi starý. Nesnáším staré dobré časy. Důležité je, že dnes je to dobré | “ |
| — Karl Lagerfeld | | |   |

## Psychologie
Slovo poprvé použil německý lékař J. Hofer roku 1688 pro diagnózu potíží švýcarských žoldnéřů, kteří dlouho sloužili v cizině.
V psychologii znamená nostalgie chorobný stesk po minulých dobách nebo po domově, které si pacient obvykle idealizuje a přisuzuje jim například přirozenost, řád, klid, slušnost, prostotu a podobně, typicky v protikladu k vlastní soudobé zkušenosti. Pacient tedy promítá (projikuje) do minulosti, co mu v současnosti chybí. Důvodem může být ztráta životních jistot, osobní otřes anebo i prosté stárnutí. Podle hlubinné psychologie se většinou za nostalgií skrývá různě uvědomovaný strach z osamocení, resp. touha přiblížit se citově fixovanému objektu.
Nostalgie častěji přepadává inteligentnější lidi. Spouští ji pocit nespokojenosti se současným stavem.

## Záliba v minulém
Ve druhé polovině 20. století vznikl v bohatých společnostech nový společenský jev „nostalgie“ jako záliby ve věcech zastaralých, překonaných, vyšlých z užívání. Snad je to jistá reakce na přímočarý progresismus a futurismus první poloviny 20. století, který věřil v jednoznačné překonání všeho minulého a domníval se, že nové je vždycky lepší než staré, i důsledek společenských katastrof a zklamání, válek atd. V hudbě se nostalgií rozumí uvádění písniček, které – podobně jako filmy - starším lidem připomínají jejich mládí. Jiná podoba je např. sbírání starožitností nikoli jako uměleckých děl, ale prostě starých věcí, nářadí, nádobí a podobně. „Chalupáři“ se rádi obklopují starými věcmi, zkoušejí stará řemesla, oblékají se jako vesničané, pečou chleba a podobně. „Staré Rakousko“ se nejeví jako „žalář národů“, ale spíš jako působiště Járy Cimrmana. Magnetem pro nostalgické lidi jsou železnice, zejména parní, jejichž představení se často nazývají „nostalgie“.
V bývalém východním Německu se na přelomu století rozšířil stesk po „starých dobrých časech“ NDR, který se v němčině nazývá Ostalgie (od Ost-, východní). Projevuje se i ve filmu, v hudbě, v literatuře a podobně.